# Nazario Belmar
Nazario Belmar Martínez (nacido el 25 de octubre de 1919 en Elda - 9 de julio de 1980 en Madrid) fue un futbolista, productor y abogado español.
Belmar comenzó a jugar en el Eldense tras la guerra civil española y posteriormente fichó por el Hércules CF. A los 19 años de edad fichó por el Real Madrid CF, donde jugó varias temporadas, entre las que jugó una en el Sabadell U.D.. En un partido de copa contra el Betis en la temporada 1946-1947 le produjo una dura lesión que le obligó a retirarse. Luego fue secretario y vicepresidente de la Federación Española de Balonmano.
En 1957 fundó la productora Naga Films junto a Marcelino Galatas Rentería, produciendo películas como El verdugo de Rafael Azcona y Luis García Berlanga. Debido a las presiones recibidas por el intento de emisión de la película en España durante el franquismo, abandonó Naga Films para fundar en 1964 Belmar P.C., produciendo Un vampiro para dos de Pedro Lazaga. Finalmente en 1965 abandona el cine.
Durante sus años de futbolista había estado estudiando Derecho en la Universidad Complutense de Madrid, lo que luego le permitió ejercer la abogacía en Madrid.

## Clubes
| Club           | Temporada | Liga  | Liga  |
| Club           | Temporada | Part. | Goles |
| -------------- | --------- | ----- | ----- |
| Hércules CF    | 1940/41   | 12    | 3     |
| Real Madrid CF | 1941/42   | 19    | 8     |
| Real Madrid CF | 1942/43   | 18    | 5     |
| Real Madrid CF | 1943/44   | 7     | 2     |
| CD Sabadell    | 1944/45   | 13    | 1     |
| Real Madrid CF | 1945/46   | 16    | 6     |
| Real Madrid CF | 1946/47   | 17    | 2     |